# Yōji Shimizu
Yōji Shimizu (清水洋二?, Shimizu Yōji; Tokyo, 26 gennaio 1941) è un pallanuotista giapponese.
Ha partecipato, come membro del Giappone, alle Olimpiadi di Roma 1960 e di Tokyo 1964, partecipando al torneo di pallanuoto.
Ha vinto 2 ori ai Giochi asiatici del 1962 e del 1966.